# Assemblée commune
L’Assemblée commune est l'organe délibératif  de la Communauté européenne du charbon et de l'acier institué par l'article 7 du traité CECA.

## Composition
L'Assemblée commune, contrairement au Parlement européen, est composée de « délégués que les Parlements sont appelés à désigner en leur sein une fois par an, ou élus au suffrage universel direct, selon la procédure fixée par chaque Haute Partie contractante ».
La répartition des sièges se faisait en termes de population : trois grands États (Allemagne, France et Italie) disposaient chacun de 18 sièges, les États « moyens » (Belgique et Pays-Bas) disposaient chacun de 10 sièges et le Luxembourg disposait de 4 sièges. La population du protectorat français de la Sarre, ayant existé de 1947 à 1956, avait pour représentant des membres du contingent français.

## Compétences
L'article 20 du traité CECA dispose que l'Assemblée commune a un pouvoir de contrôle mais pas de pouvoirs constitutionnels ou législatifs. Ainsi, son principal pouvoir est celui de renverser la Haute Autorité par une motion de censure adoptée à la majorité des deux tiers. Cette limitation des pouvoirs s'explique par deux éléments : le fait que les questions traitées par la CECA étaient hautement techniques ce qui laissait peu de place au politique ; et le fait que « la loi […] c'est le traité lui-même ». Dès lors, la Haute Autorité étant chargée de réaliser les objectifs du traité, elle constitue un pouvoir exécutif dont il fallait assurer le contrôle de l'action générale par la responsabilisation de ses membres devant les représentants des peuples, l'Assemblée.
Toutefois, un pouvoir de nature législative est aussi présent aux alinéas 2 et 3 de l'article 95 du traité. En effet, la procédure de modification du traité prévoit que les modifications proposées doivent être transmises à la Cour et, si elle donne un avis favorable, l'Assemblée décide l'adoption de ces modifications à la majorité des trois quarts des voix exprimées et des deux tiers des membres qui la composent. La délégation française pour le traité qualifie cela d'une « amorce […] d'un véritable pouvoir législatif fédéral ».

## Liste des présidents
L'Assemblée commune compte quatre présidents entre le début de ses travaux en 1952 et 1957, date à laquelle elle prend le nom de Parlement européen et est désormais également l'assemblée d'Euratom et de la Communauté économique européenne:
- 1952-1954: Paul-Henri Spaak.
- 1954-1954: Alcide de Gasperi.
- 1954-1956: Giuseppe Pella.
- 1956-1957: Hans Furler.

### Biographie
- Traité instituant la Communauté européenne du charbon et de l'acier, 18 avril 1951 (lire en ligne)
- Règlement de l'Assemblée commune, Centre virtuel de la connaissance sur l'Europe, mars 1953 (lire en ligne)
- Les Commissions de l’Assemblée commune, Centre virtuel de la connaissance sur l'Europe, 2008 (lire en ligne)
- Rapport de la Délégation française sur le Traité instituant la Communauté européenne du charbon et de l'acier la Convention relative aux dispositions transitoires signés à Paris le 18 avril 1951, Ministère des Affaires étrangères, octobre 1951